# Johann Adam Schopens Hof
Der Hof des Johann Adam Schopen in der rheinland-pfälzischen Ortsgemeinde Dirmstein ist ein bäuerliches Anwesen, das im frühen 18. Jahrhundert errichtet wurde. Er steht unter Denkmalschutz.

## Geographische Lage
Der ausgedehnte Dreiseithof, eines der flächenmäßig größten Gehöfte Dirmsteins, in der Hauptstraße 33 auf einer Höhe von 102 m ü. NHN stand ursprünglich isoliert zwischen Oberdorf und Niederdorf; seit dem Lückenschluss zwischen den beiden Siedlungskernen ist er eher zum Niederdorf zu zählen. Die heutige Bebauung in der näheren Umgebung ist durchweg viel jüngeren Datums.

## Gebäude

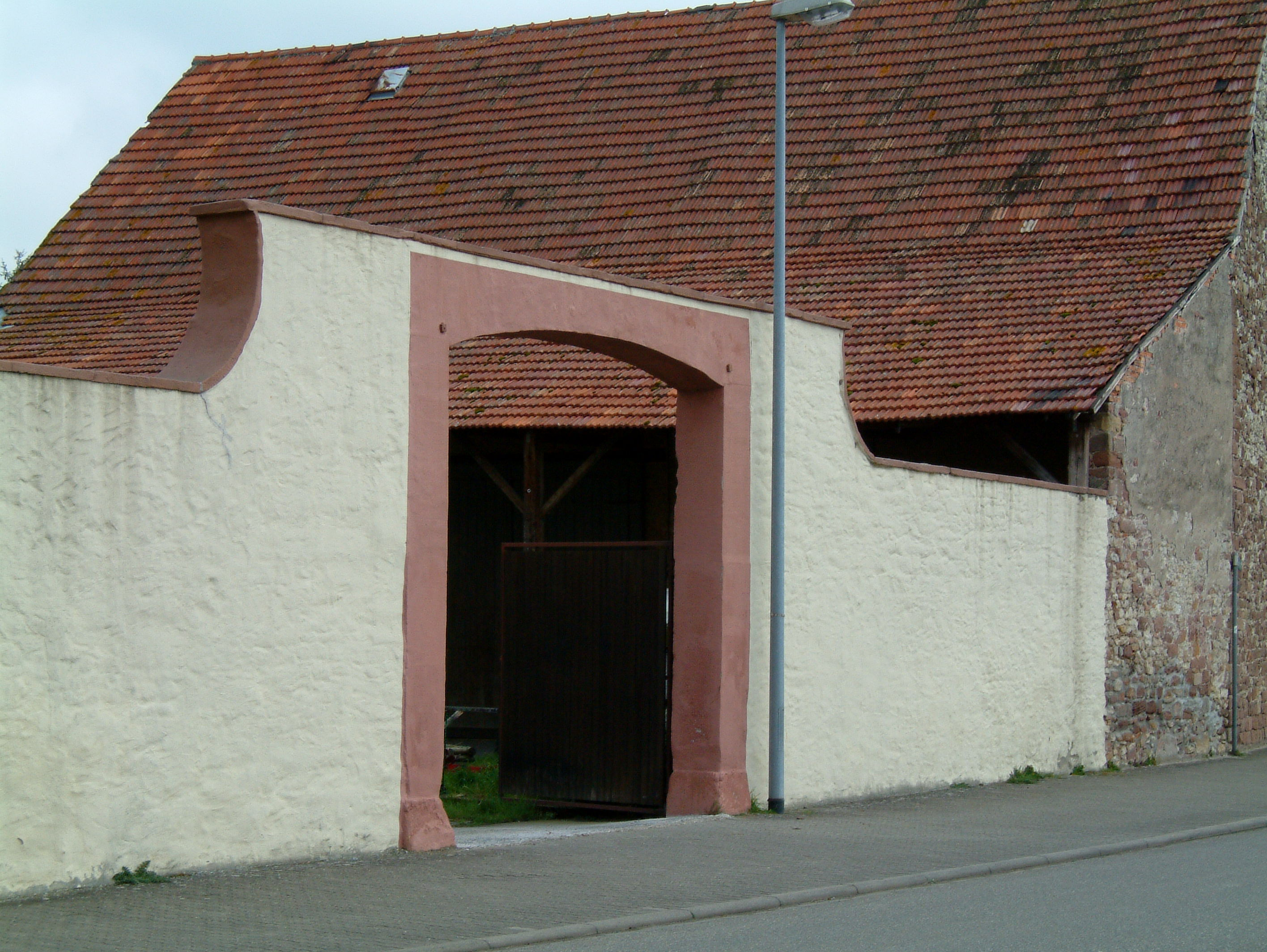
Tor und Scheune

Das linksbündige Wohnhaus besitzt zwei Geschosse unter einem giebelständigen Krüppelwalmdach. Die Putzfassade ist von scheitrechten Bögen über den Fenstern durchbrochen, die auf eine Erneuerung in der ersten Hälfte des 19. Jahrhunderts hinweisen. Die unregelmäßigen Ecksteine waren ursprünglich überputzt und wurden erst bei Renovierungen in der zweiten Hälfte des 20. Jahrhunderts freigelegt.
Im Inneren wird das Wohnhaus durch einen Mittelflur geteilt, die Holztreppe ins Obergeschoss stammt aus dem 19. Jahrhundert.
Auf der gegenüberliegenden Seite des weitläufigen Hofes steht eine Scheune mit Satteldach und abgeschlepptem Vordach. In ihrem Bruchsteinmauerwerk wurden Spolien verbaut, die überwiegend von Barockgebäuden stammen. Der rückwärtige Flügel des Wirtschaftsgebäudes wurde nachträglich durch Backsteinmauerwerk aufgestockt und in jüngerer Zeit zusätzlich verändert.
Eine langgezogene Hofmauer mit stichbogigem Tor und kleiner Pforte grenzt das Anwesen von der Hauptstraße ab.

## Baugeschichte
Das vermutete Vorgängeranwesen, das wohl in der Barockzeit errichtet worden war, wurde 1689 ruinös, als die Franzosen im Pfälzischen Erbfolgekrieg den gesamten Ort niederbrannten. Bald nach Beginn des 18. Jahrhunderts wurde der Hof von Grund auf neu errichtet, teilweise unter Verwendung von überkommenem Baumaterial. Auf dem Ortsplan von 1746 ist er bereits eingezeichnet.
Ab 1827 befand das Gehöft sich im Eigentum von Johann Adam Schopen, der 1832 auch das nahegelegene vormalige Bischöfliche Schloss erwarb. Unter Schopen und seinen Nachfolgern wurden häufig kleinere Umbauten und Erweiterungen vorgenommen.